# Creoleon arenosus
Creoleon arenosus är en insektsart som beskrevs av Navás 1934. Creoleon arenosus ingår i släktet Creoleon och familjen myrlejonsländor. Inga underarter finns listade i Catalogue of Life.